# 青魚

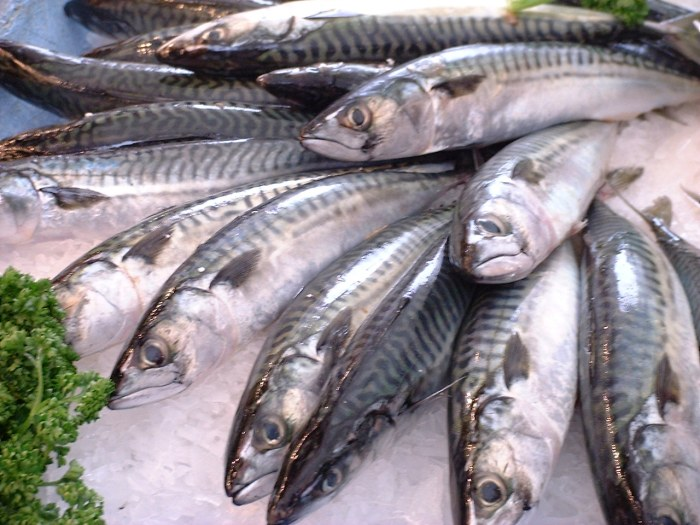
大西洋産サバの一種

青魚（あおざかな、あおうお）とは、食用魚のうちイワシ類・アジ類・サバ類などの、いわゆる「背の青い魚」の総称で、日本文化圏での風俗的分類である。青背の魚、青物（あおもの）とも言う。

## 特徴
主に外観や肉質から見た便宜上・実用上の概念であり、分類学上のまとまった集団ではない。例えば、マイワシはニシン目ニシン科、マアジはスズキ目アジ科、マサバはスズキ目サバ科にそれぞれ属し、互いの間に直接の類縁関係はない。共通する特徴としては以下のようなものがあげられる。
- ほぼ例外なく海産である（ただしニシンの一部などには湖沼産のものもある）。
- 多くの場合表層近くを群れで遊泳し、大規模な回遊を行う種も多い。
- 比較的食物連鎖の下位に位置する種が多く、プランクトンなどを主な餌とする。
- 名前の通り、背中が青または黒で腹側が白い体色を持つものが多い。これは、表層近くを遊泳する魚種に広く見られる保護色の一種である。

※以上のような生態上の共通点は、以下に示す利用上の共通点と関連している。つまり「青魚」とは収斂進化の結果生じた一種の多系統群とも言える。
- 筋肉は遊泳に適した赤身で、ヒスチジンなどが多く含まれ、鮮度の低下が早い。
- 含まれる脂質はエイコサペンタエン酸やドコサヘキサエン酸などの不飽和脂肪酸の比率が高く、血中の悪玉コレステロールを減少させるなどの効果があると言われる一方で、酸敗しやすく品質の劣化（いわゆる「油焼け」）を起こしやすい。
- 比較的小型で大量に漁獲され単価の安い、いわゆる大衆魚を指すことが多い。肉質や外観が似ていても、マグロやブリなどの大型魚や高級魚は、あまり「青魚」とは呼ばれない傾向がある。

上記のような共通の性質があるため、利用法も共通する部分が多いが、詳細は関連項目および各魚種についての項目を参照のこと。

## 「青魚」とされる主な魚種

### ニシン目
- ニシン科：ニシン・マイワシ・ウルメイワシ
- カタクチイワシ科：カタクチイワシ

### スズキ目
- アジ科：マアジ・マルアジ
- サバ科：マサバ・ゴマサバ・タイセイヨウマサバ

### ダツ目
- サンマ科：サンマ

## 魚種交替
これら青魚に関して、全盛の魚種が減り、別の魚種が台頭するという「魚種交替説」が唱えられている。主に農学博士河井智康により唱えられているが、イワシ研究家全般から指摘されていたものであり、川崎健など、魚種交代と表記する場合もある。特に青魚は大型魚類と異なり、数百倍の繁殖力を誇る為、極端な増減を示すとされる（生物は栄養段階が高くなるほど、バイオマスの変動も小さくなる）。
前提として、海洋環境の変化がプランクトンなどの生態系の最下層から影響し、青魚類の劇的な増減である魚種交替に及ぶ、これら変動現象は川崎健はレジームシフトと呼ぶ。尚、川崎健のレジームシフトにおいては青魚の魚種交替や、海洋環境の変化でマグロやブリ、タラなどの大型魚類にも変動が及ぶとされる（レジームシフトの項も参照）。
河井説は魚食性プランクトンが大量発生すると、その時の主役となっている魚の小魚が大量に捕食され、次の主役となるべき魚種が大量に繁殖する。というのが概要である。
後述のプロジェクトの過程で、魚種交替にスルメイカを加える見解も出ている。

### 日本近海
- マイワシ→マアジ→マサバ（日本海）
- マイワシ→サンマ→マサバ（太平洋）

### 日本国外
- カタクチイワシ→マイワシ（南米沖）
- ニシン→サバ→イワシ（北海）

1994年から3年間かけて、2050年までの魚種交替劇の予測プロジェクトが行われ、その正式レポートは「魚種交替の長期予測研究報告書」として水産庁で印刷されている。

## 他文化での同様の分類
- 「青い魚」を意味する英語の「bluefish」は、魚類の特定の種などを指すものである。
- 「青い魚」を意味するイタリア語の「Pesce azzurro」は日本語の青魚とほぼ同じ意味であるがマグロ類を含めない。